# (2416) Sharonov
(2416) Sharonov (1979 OF13) – planetoida z pasa głównego asteroid okrążająca Słońce w ciągu 5,24 lat w średniej odległości 3,01 au. Odkryta 31 lipca 1979 roku.